# بابایلو (کلیبر)
بابایلو (به ترکی آذربایجانی: بابایلی) یکی از روستاهای استان آذربایجان شرقی است که در دهستان مولان بخش مرکزی شهرستان کلیبر واقع شده‌است.
این روستایه زیبا در همجواریه روستا های قاسم کندی(ارمنی کندی) طین سغن خانگاه گرده زایی واقع و پر اصل تمامیه راه هایه مواصلاتی روستا ها از بابایلو میگذرد 
جاده این روستا بسیار ناهموار بوده و در زمستان برای تردد بسیار سخت ولی در فصل تابستان و بهار قابلیت تردد را داراست طبیعت بکر و دست نخورده با چشمه هایی روان و میوه های جنگلی این روستا را معروف کرده و از آنجایی که مردمان این روستا با خصوصیاتی مهمان دوست و خوش رویی پذیرایه دوستداران طبیعت میباشد به مهمانان در خصوص میل کردن گردو فندق تمشک آلوچه گیلاس و .... هیچ گونه آزار و اذیتی نمیرسانند 
از قدیم در این روستا مرسوم است که تمام میوه های درختان را نمی چینند و مقداری را باقی میگذارند تا عموم ملت و پرندگان نیز از آن بهره ببرند 
درزمستان مقدار خانواده ساکن در روستا شاید به تعداد انگشتان دست نرسد ولی در شش ماهه اول سال شاهد حضور پرشور و چند برابریه خانواده ها هستیم 
تعدد چشمه های خنک و زلال از جمله آوازه هایه این منطقه و روستاست و خنکیه هوا زبانزد اوست به طوریکه اختلاف دما به دلیل کوهستانی بودن روستا با مرکزیت کلیبر تا ۲۰درجه هم می‌رسد  
همچنین بازیکن فوتبال بهزاد سلامی اصالت این روستا را داراست
از جاذبه های روستا میتوان به 
طین داشی 
حمید انگلی(غارحمید)
قرمالی بلاغی 
آدام داشی 

قرمزی داش
1. ↑  امید محمدی. پارامتر |عنوان= یا |title= ناموجود یا خالی (کمک); پارامتر |پیوند= ناموجود یا خالی (کمک)

- «نتایج سرشماری ایران در سال ۱۳۸۵». درگاه ملی آمار. بایگانی‌شده از روی نسخه اصلی در ۲۱ آبان ۱۳۹۲.